# Pontiac Parisienne
La Pontiac Parisienne è un'autovettura full-size a trazione posteriore prodotta dalla Pontiac dal 1958 al 1986 per il mercato canadese e dal 1983 al 1986 per il mercato statunitense. La Parisienne versione familiare continuò ad essere assemblata con il nome Pontiac Safari fino al 1989. Il modello aveva il motore montato anteriormente.

## Storia

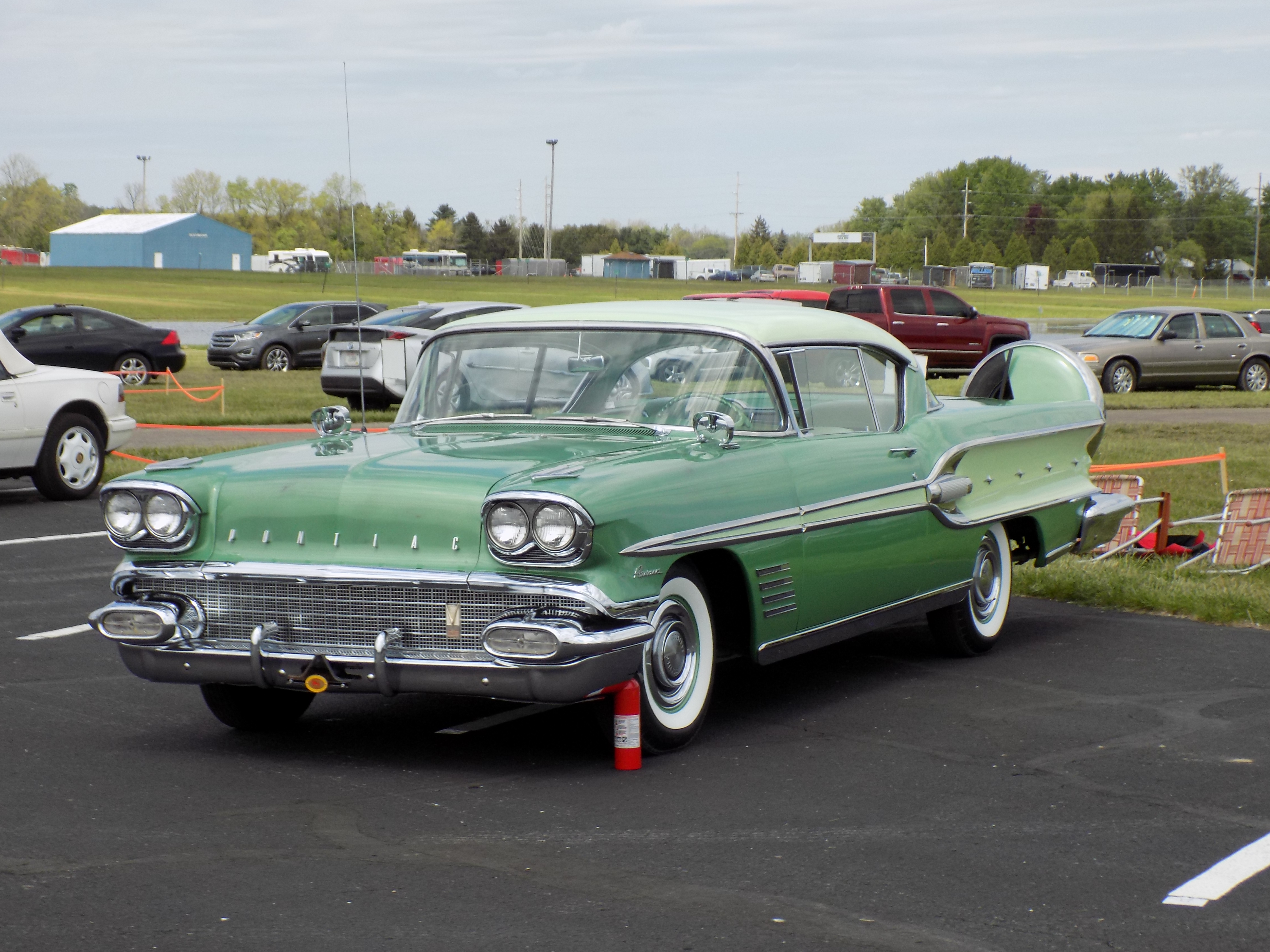
Parisienne del 1958

Per la maggior parte del periodo in cui fu venduta, la Parisienne rappresentò il modello al top di gamma della divisione della Pontiac in Canada. La Parisienne si distingueva dagli altri modelli Pontiac venduti in Canada per l'equipaggiamento, che era più ricco, e per la qualità degli interni, che erano più lussuosi. Erano inoltre disponibili delle versioni hard-top e cabriolet due porte.
Le Pontiac full-size canadesi era molto simili ad alcuni modelli Chevrolet, dato che condividevano con essi i telai ed i gruppi motopropulsori. La linea era invece simile a quella degli omologhi modelli Pontiac statunitensi, anche se i pannelli esterni erano diversi, essendo differente il telaio. Anche la strumentazione era simile a quella delle vetture Pontiac statunitensi. Le Pontiac canadesi usavano invece gli stessi motori ed i medesimi cambi che erano montanti sulle Chevrolet full-size, e tra i primi erano inclusi dei propulsori a sei cilindri in linea da 3,8 L e 4,1 L di cilindrata, e dei V8 da 4,6 L, 5 L, 5,4 L, 5,7 L, 6,5 L, 6,6 L, 6,7 L, 7 L e 7,5 L. Questi motori erano accoppiati a cambi Chevrolet manuali a tre o quattro rapporti, ed a cambi automatici a due rapporti (il Powerglide) o tre rapporti (il Turbo-Hydramatic). Quest'ultimo fu offerto in un secondo momento. 

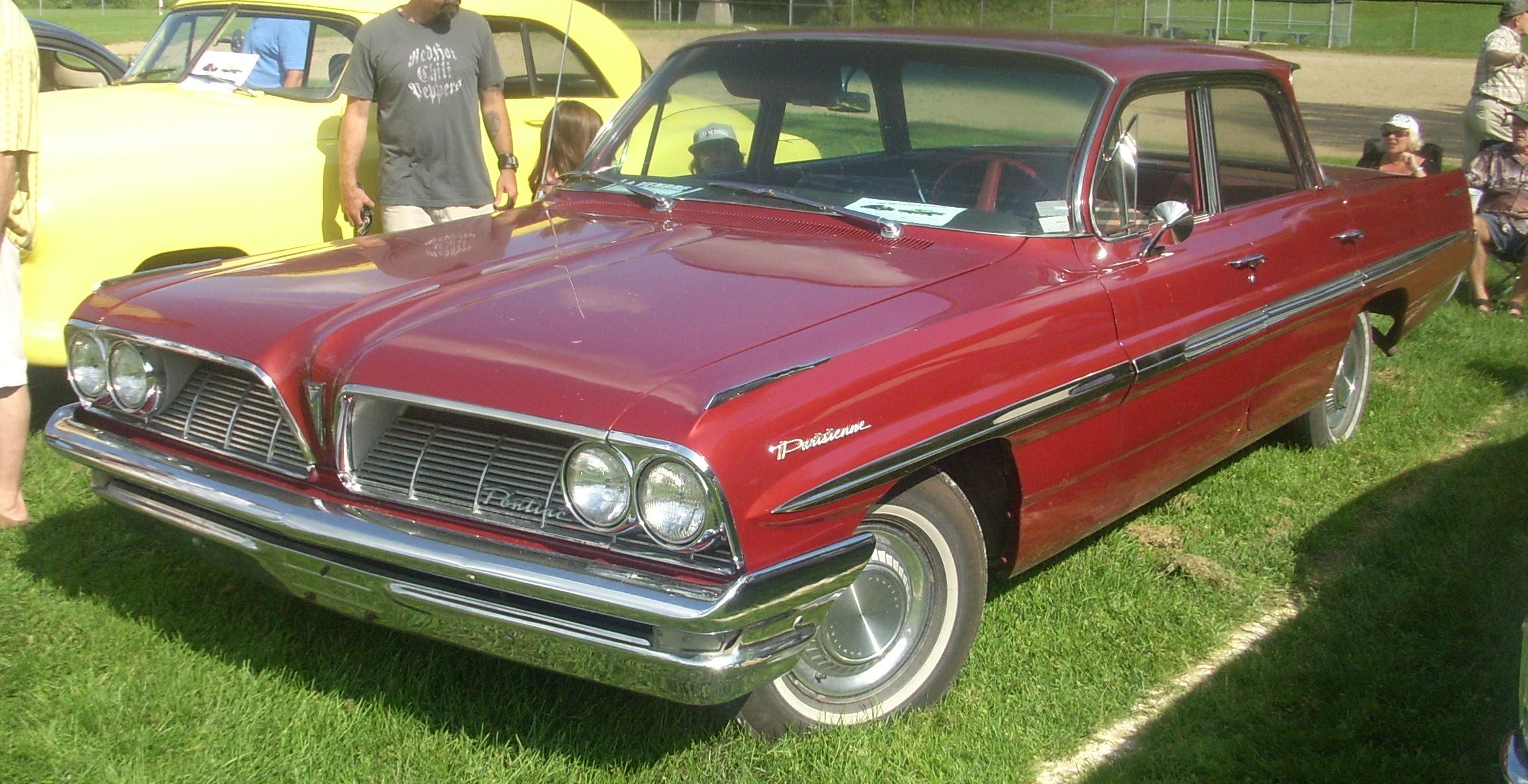
Una Pontiac Parisienne berlina del 1961

La Parisienne è stata assemblata a Oshawa insieme agli altri modelli Pontiac destinati al mercato canadese. Questi modelli Pontiac avevano un'omologa vettura Chevrolet con cui condividevano il telaio ed il gruppo motopropulsore: per la Strato Chief era la Chevrolet Biscayne, mentre la Laurentian era collegata alla Chevrolet Bel Air e la Parisienne alla Chevrolet Impala. La Parisienne possedeva, rispetto alla Impala, interni più lussuosi. I modelli Pontiac sopraccitati assomigliavano però, come linea, agli omologhi modelli Pontiac commercializzati negli Stati Uniti. Il modello Pontiac a cui la Parisienne era più affine era la Bonneville. Nel 1966 la Pontiac lanciò la "Grande Parisienne", che era collegata alla Caprice ed alla Grand Prix. All'opposto, la Pontiac commercializzò, negli Stati Uniti, dei modelli con gruppo motopropulsore, telaio ed equipaggiamento unici, cioè diversi da quelli degli altri marchi del gruppo, come Chevrolet, Oldsmobile, Buick e Cadillac.
Il mix tra la linea derivata da altri modelli Pontiac e la condivisione del telaio e del gruppo motopropulsore con vetture Chevrolet, ebbe un certo successo in Canada. Per decenni questi modelli Pontiac raggiunsero il terzo posto nella classifica delle vetture più vendute, dopo Chevrolet e Ford, con circa 70.000 esemplari annui. Invece, i modelli Pontiac statunitensi erano poco appetibili per i potenziali clienti canadesi. Questi ultimi, infatti, avevano una disponibilità economica inferiore rispetto a quella degli statunitensi, che erano quindi indirizzati verso l'acquisto di auto più grandi e dal maggior consumo di carburante. Inoltre, in Canada erano presenti delle tasse d'importazione che frenavano ulteriormente l'acquisto di modelli d'oltrefrontiera.
Con il declassamento della Bonneville a vettura mid-size e la conseguente lacuna lasciata nella classe delle vetture ful-size, la Parisienne fu importata e venduta negli Stati Uniti dal model year 1983. Questa Parisienne era però differente dall'omonimo modello canadese. Con esso aveva in comune le specifiche tecniche, ma non la linea, che condivideva invece con la Chevrolet Impala. Questa Parisienne ottenne il corpo vettura della Impala tramite badge engineering. Negli Stati Uniti la Parisienne fu venduta in due versioni, quella base e la più lussuosa Brougham, e non vennero offerte carrozzerie a due porte, ma solo versioni a quattro porte.
Le Parisienne assemblate in Canada vennero anche esportate in Australia e Regno Unito. In Australia venivano poi completate dalla Holden.